# Fernando Sucre
Fernando Sucre interpretat de Amarury Nolasco, este un personaj din serialul de televiziune Prison Break difuzat de Fox.